# Sinfonía n.º 5 (Vaughan Williams)

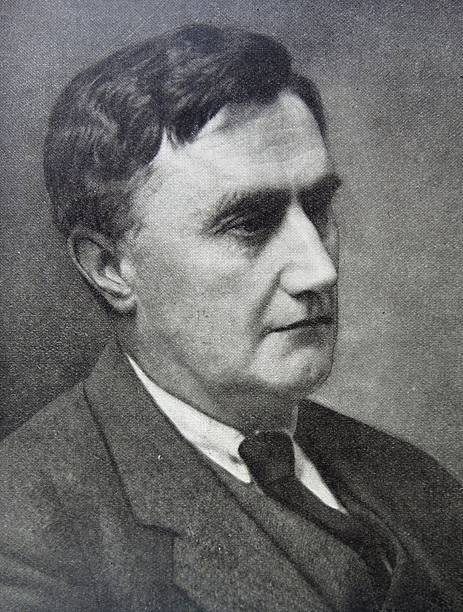
Vaughan Williams c.1920s.

La Sinfonía n.° 5 en re mayor fue compuesta por Ralph Vaughan Williams entre 1938 y 1943. La obra está dedicada al compositor Jean Sibelius.

## Historia

### Contexto
En 1935 Vaughan Williams había causado sorpresa e incluso conmoción con su Sinfonía n.º 4, una obra disonante que había representado un gran contraste con su tranquila y contemplativa predecesora denominada A Pastoral Symphony de 1922. Después de la Sinfonía n.º 4 experimentó temporalmente el bloqueo del escritor, antes de comenzar a escribir su Sinfonía n.º 5 en 1938. A finales de la década de 1930 y principios de la de 1940, Vaughan Williams se mantuvo ocupado en una amplia variedad de proyectos musicales. Sus primeras partituras para cine datan de esta época, como las de The 49th Parallel (1940) y Coastal Command (1942). Asimismo, contribuyó al esfuerzo bélico de la Segunda Guerra Mundial con obras como Five Wartime Hymns (1942) y England's Pleasant Land (1938). Esta última incorpora los primeros esbozos de la Sinfonía n.º 5.
Vaughan Williams llevaba más de treinta años trabajando de forma intermitente en la adaptación del libro El progreso del peregrino de John Bunyan, que se convertiría en su ópera y obra moralista El progreso del peregrino, estrenada en 1951. En 1906 escribió por primera vez música para una dramatización en el Priorato de Reigate. En 1922 interpretó un "Episodio pastoral" del libro como su primera ópera, la obra en un acto The Shepherds of the Delectable Mountains. Recibió también algunos encargos incidentales, como la Serenata musical escrita para el jubileo de oro como director de orquesta de Henry Wood en 1938. Entre 1942 y 1943 compuso música incidental para una adaptación del libro para la BBC Radio. Creyendo que nunca podría completar la ópera, decidió incorporar algunas de sus ideas y temas en otras obras, sobre todo en esta sinfonía.

### Composición

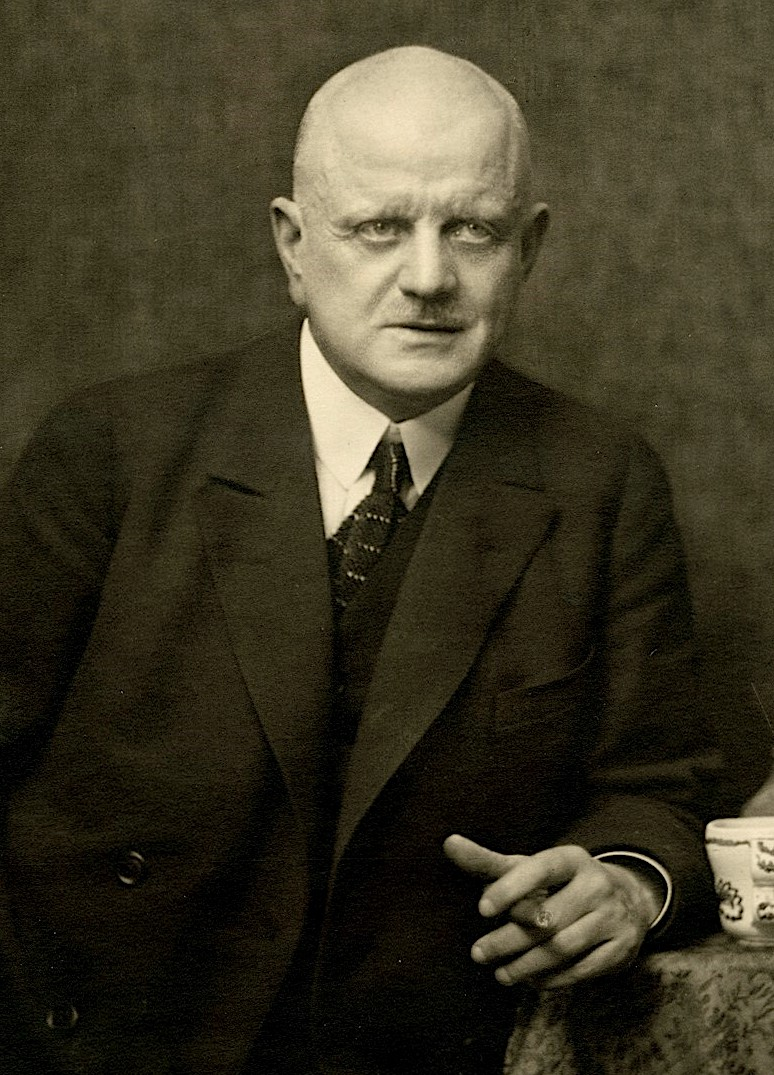
Jean Sibelius, dedicatario de la pieza, en 1923.

La composición de esta pieza se desarrolló entre 1938 y 1943. A finales de 1942 estaba lo suficientemente completa como para que el compositor preparara una transcripción para dos pianos, que dos amigos tocaron para él a finales de enero de 1943. Por otro lado se disipó cualquier duda que tuviera sobre la obra cuando escuchó el primer repaso orquestal el 25 de mayo de 1943. Existe discrepancia entre las fuentes acerca de la orquesta ejecutante y la localización. Según Ursula Vaughan Williams la orquesta era la Filarmónica de Londres y el lugar Abbey Road Studios; Michael Kennedy dice que la orquesta era la Sinfónica de la BBC dirigida por Adrian Boult y el lugar Bedford, la base temporal de la orquesta en tiempos de guerra. El compositor no asignó números a ninguna de sus sinfonías antes de la n.º 8, pero las n.º 4, 5 y 6 han sido generalmente referidas por su número.
La dedicatoria de la pieza fue para su admirado Jean Sibelius. La partitura se publicó con la siguiente inscripción: "Dedicada sin permiso a Jean Sibelius". En realidad la inscripción original era más larga: decía "Dedicado sin permiso y con el más sincero halago a Jean Sibelius, cuyo gran ejemplo es digno de toda imitación". Posteriormente Adrian Boult obtuvo el permiso del compositor finlandés. El propio Sibelius, después de escuchar una retransmisión de la obra, escribió:

«Escuché la nueva sinfonía del Dr. Ralph Vaughan Williams desde Estocolmo bajo la excelente dirección de Malcolm Sargent... Esta sinfonía es una obra maravillosa... la dedicatoria me hizo sentir orgulloso y agradecido... ¿Me pregunto si el Dr. Williams tiene alguna idea del placer que me ha brindado?»

El musicólogo J. P. E. Harper-Scott denominó a Sibelius "la influencia de elección" entre los sinfonistas británicos en el periodo de entreguerras, citando la Sinfonía n.º 1 de William Walton, las siete sinfonías de Arnold Bax y las cinco primeras de Brian Havergal.

### Estreno y publicación

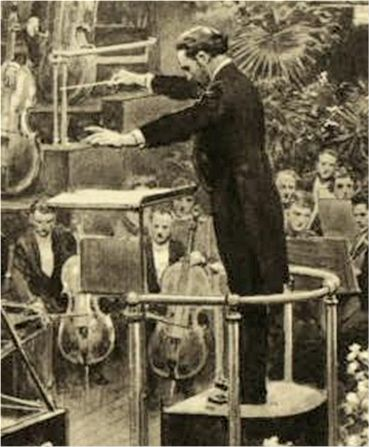
Henry Wood, director del estreno.

El estreno se celebró el 24 de junio de 1943 en un concierto de los Proms en el Royal Albert Hall de Londres en una interpretación de la Orquesta Filarmónica de Londres dirigida por el compositor Henry Wood. El fundador y presidente de los Proms era quien originalmente estaba destinado a dirigir la interpretación, pero no se encontraba lo suficientemente bien de salud y se convenció al compositor para que tomara la batuta. La primera interpretación de la obra en Estados Unidos tuvo lugar el 30 de noviembre de 1944 en el Carnegie Hall por la Filarmónica de Nueva York bajo la dirección de Artur Rodziński.
La primera edición de la pieza fue llevada a cabo en 1946 por la editorial Oxford University Press en Londres. Algunas sinfonías de Vaughan Williams fueron publicadas con títulos descriptivos (A Sea Symphony, A London Symphony, A Pastoral Symphony, Sinfonía antártica); otras se publicaron como Sinfonía en fa menor y en mi menor. A las del último grupo se las denominaba Sinfonías n.º 4 y 6, pero Vaughan Williams lo desaprobaba: "Nunca he puesto números a mis sinfonías y no quiero empezar ahora". Finalmente la nueva obra fue publicada como "Sinfonía en re mayor".
En 1951 Vaughan Williams revisó ligeramente la partitura, pero esa revisión no se publicó durante su vida. Fue publicada en 1961, reeditada con correcciones en 1969, y en 2008 la Oxford University Press publicó una nueva edición, editada por Peter Horton, para conmemorar el 50 aniversario de la muerte del compositor.

## Instrumentación
La partitura está escrita para una gran orquesta formada por:
- Viento madera: 2 flautas (una doblando al flautín), 1 oboe, 1 corno inglés, 2 clarinetes, 2 fagotes.
- Viento metal: 2 trompas, 2 trompetas, 3 trombones.
- Percusión: timbales.
- Cuerda: una sección de cuerdas con violines I y II, violas, violonchelos y contrabajos.

Se trata de una orquestación más reducida que la que el compositor inglés había utilizado en sus cuatro sinfonías anteriores, con sólo dos trompas, sin tuba, sin arpas y la percusión restringida solo a los timbales.

## Estructura y análisis
La sinfonía consta de cuatro movimientos:
- I. Preludio, en re mixolidio 4
4
- II. Scherzo. Presto misterioso, en la menor 3
4
- III. Romanza. Lento, en la menor 3
4
- IV. Passacaglia. Moderato, en re mayor 3
4

La interpretación de esta obra dura aproximadamente entre 35 y 40 minutos. Una década separa esta sinfonía de su predecesora y es difícil imaginar una obra más diferente a la tumultuosa Sinfonía n.º 4. Se aleja de las violentas disonancias y recupera un regreso al estilo más suave de su anterior Sinfonía pastoral. Para el experto Michael Kennedy esta es la "sinfonía de la ciudad celestial", lo que da una idea del resplandor y lirismo de la obra. Muchos de los temas musicales provienen de su ópera El progreso del peregrino, que llevaba décadas en gestación y que el compositor había abandonado temporalmente para dedicarse a esta sinfonía. A pesar de estos orígenes la sinfonía carece de contenido programático. Además de las referencias a la citada ópera, la partitura contiene ecos de su himno "Sine nomine" en el segundo tema del primer movimiento y al final del cuarto movimiento. El compositor proporcionó indicaciones de metrónomo con el tempo de cada movimiento, pero en general se consideran dudosas: el compositor no las respetó cuando dirigió la obra y expresó su aprobación por los tempi escogidos por Boult, que eran similares a los suyos. Su asistente Roy Douglas sugirió que Vaughan Williams había calculado mal porque no poseía un metrónomo.

### I.Preludio
El primer movimiento, Preludio, está escrito en re mixolidio y en compás de 4/4 ( = 80). La estructura responde a "una forma ternaria elaborada con coda" o "una exposición de dos grandes grupos temáticos seguidos sin desarrollo por una recapitulación condensada", según Frank Howes. En definitiva, tiene algo de forma sonata pero no muestra todos sus rasgos y el segundo tema se deriva del primero. Este Preludio, de carácter sereno y misterioso, evoca la Sinfonía n.º 5 del dedicatario de la pieza, Jean Sibelius. Se abre con un do en las cuerdas graves al que responde un toque de trompa delineando en  ritmo con puntillo un acorde de re mayor, lo cual implica un re en modo mixolidio. Los violines emplean las notas de la escala pentatónica, haciendo que la tonalidad sea ambigua. Wilfrid Mellers cree que esta es la razón por la que el compositor lo subtituló Preludio, "que sugiere un estado emergente". El motivo de toque de trompa fluctúa de mayor a menor, moviéndose entre los modos mixolidio y dórico, lo que se convierte en un rasgo del movimiento. La modalidad pasa luego al mi, con una nueva melodía en los violines y la ambigüedad tonal se resuelve en parte cuando emerge un radiante mi mayor en las cuerdas. El contrabajo, ahora tocado en pizzicato, apoya armónicamente la melodía y la textura incorpora suspensiones y notas de paso, enriqueciendo la armonía. Un descenso repentino de un semitono marca un cambio de la tonalidad a tres bemoles y también a la sección de desarrollo. Este recurso del semitono ya había aparecido en obras suyas anteriores como Fantasía sobre un tema de Thomas Tallis y Job.
En el desarrollo el tempo se acelera al Allegro. Hay algunos momentos más oscuros durante el desarrollo más animado, pero vuelven los toques de trompa iniciales y la melodía principal suena heroicamente en los metales y timbales. Las cuerdas se utilizan para implicar los vientos, en una línea similar a la utilizada por Sibelius. Todo esto está puntuado por los metales y las maderas con el motivo del semitono descendente, que se agranda en intervalos hasta una segunda mayor y luego una tercera menor. Esta sección es un canon, una polifonía que refleja la aleatoriedad de la naturaleza según Mellers. La tonalidad baja hasta un re menor, cuando las cuerdas imitan de nuevo a Sibelius, esta vez usando efectos de trémolo.
En la recapitulación el tempo se ralentiza y la dinámica se reduce, pero esta vez de forma más melódica. Hay más desarrollo en la recapitulación. El epílogo es más ambivalente, vagando tristemente hacia un cierre atormentado e incierto. Se cierra de manera similar a la apertura, con el toque de trompa, si bien ahora se emplea la armadura de dos bemoles en lugar de un sostenido.
Arnold Whittall sostiene que "Con respecto al re mayor, el Preludio podría considerarse como un caso claro de 'Schwebende Tonalität' schoenbergiano (tonalidad 'fluctuante: suspendida, aún no decidida')". No obstante, el propio Vaughan Williams afirmaba que la música de Arnold Schönberg no significaba nada para él.

### II.Scherzo. Presto misterioso
El segundo movimiento, Scherzo. Presto misterioso, está en la menor y en compás de 3/4 ( . = 120). El foco pasa de la ambigüedad tonal del Preludio al ritmo con el cual se transmiten diferentes efectos. Lionel Pike comenta que "por momentos parece más un contrapunto de ritmos que de tonos". Se trata de una pequeña danza sarcástica que surge de un remolino de las cuerdas. Las explosiones de los metales interrumpen la melodía ocasionalmente. A pesar de lo turbulento de la música, la partitura es ligera y ágil en todo momento. Se abre con tres blancas con puntillo en un ágil ritmo ternario, después se mantienen las blancas durante cuatro compases que crean hemiolas y luego negras. Esto da la impresión de que la música se acelera y, por tanto, el pulso no se calma. Cuando comienza la línea melódica, la música se divide en frases de cinco compases. Se genera una sensación de estabilidad cuando la viola y el contrabajo repiten el tema en estables frases de dos compases. Pero los violines entran con un fraseo que no se ajusta a ninguno de estos patrones, añadiendo así más confusión. Usando este fraseo rítmico, la melodía dórica entonada por los violines y la línea de los vientos se diferencian rítmicamente y tonalmente. La confusión rítmica se detiene cuando los vientos y las cuerdas se alternan haciendo recorridos descendentes de manera antifonal. La música se relaja hacia la conclusión, quizá como anticipo de lo que viene después.

### III.Romanza. Lento
El tercer movimiento, Romanza. Lento, está de nuevo en la menor y en compás de 3/4 ( = 66). El contenido temático de esta sinfonía deriva de la ópera El progreso del peregrino, pero sólo en este movimiento se hace dramáticamente evidente la conexión entre ópera y sinfonía. En la partitura manuscrita el compositor incluyó una breve cita de unos versos tomados del libro de Bunyan:

«Upon that place there stood a cross

And a little below a sepulchre... Then he said

"He hath given me rest by his sorrow and

Life by his death"»
«Sobre este lugar había una cruz,

«y un poco más abajo un sepulcro... Entonces él dijo:

"Me ha dado descanso con su dolor y

vida con su muerte"»

El movimiento se inicia de forma misteriosa, con un tema coral majestuoso. Las maderas, en particular el corno inglés y el oboe, introducen un nuevo tema que está tomado de la segunda escena del primer acto de la citada ópera. El solo de apertura del corno inglés se toma prácticamente sin cambios y las cuartas ascendentes vuelven a aparecer como pasajes de conexión. La música se vuelve temporalmente borrascosa, pero el tema coral regresa y alcanza un noble clímax. Un violín solista da paso a la silenciosa y conmovedora coda. La tercera y cuarta líneas fueron cantadas más tarde en la ópera citada por el Peregrino. La inscripción se omitió en la partitura publicada de acuerdo con el deseo del compositor de que la sinfonía fuera considerada música absoluta. Este movimiento se puede considerar el núcleo espiritual de la obra. Frank Howes lo llama "el corazón de la sinfonía". David Cox lo describe como "una profunda meditación sobre los tres elementos musicales principales presentados al principio". No está claro por qué el compositor lo denominó "Romanza". Howes comenta que con su naturaleza espiritual y meditativa no hay nada "romántico" en él. Michael Kennedy observa que en Vaughan Williams este término "es siempre una señal de que la música tenía un significado especial para él".

### IV.Passacaglia. Moderato
El cuarto y último movimiento, Passacaglia. Moderato, está en re mayor y en compás de 3/4 ( = 120). El Finale, al igual que en la Sinfonía n.º 4 de Brahms, es una Passacaglia. Se abre con un tema solemne que se escucha al principio en las cuerdas graves mediante la típica línea de bajo repetitiva de la forma de pasacalle. Este tema principal proviene del diálogo del Peregrino con el Intérprete en la segunda mitad de la escena La Casa Hermosa, mientras que el motivo de la fanfarria recuerda a El armamento del Peregrino en la primera escena del segundo acto. Este tema es desarrollado después por el resto de la orquesta. Las variaciones sobre el tema van de lo lúdico a lo jubiloso, pasando por lo inquietante. Un gran clímax cargado de metales desemboca en el retorno del toque inicial de la trompa, esta vez de forma más enérgica. La obra se cierra con un breve epílogo interpretado primero por los vientos y luego por las cuerdas agudas, que retoman el tema de la pasacalles de forma muy apacible y bella. El “epílogo” fue introducido por primera vez en una sinfonía por Arnold Bax como una extensión de la estructura de la sinfonía clásica y fue bastante popular, particularmente entre los compositores británicos, en la primera mitad del siglo XX

## Recepción de la obra
Tras su estreno en los Proms en 1943, la obra obtuvo un éxito inmediato y se presentó en cada una de las siguientes cuatro temporadas, dirigida por Boult (1944 y 1947) y Basil Cameron (1945 y 1946). Se ofrecieron diecisiete interpretaciones más en temporadas posteriores de los Proms entre 1949 y 2012. Los directores para estas ocasiones fueron Sargent, el propio Vaughan Williams, Trevor Harvey, Cameron, John Barbirolli, Adrian Boult, Charles Groves, Vernon Handley, Andrew Davis, Roger Norrington, Jerzy Maksymiuk y Andrew Manze. Desde entonces es interpretada con frecuencia en conciertos y para grabaciones de discos. 
Hubert Foss comenta que el aprecio público de la sinfonía "fue más inmediato que el de cualquier otra obra del compositor".
Elliott Schwartz en su análisis de la producción sinfónica de Vaughan Williams señaló lo siguiente:

«Cuando la Sinfonía en re mayor se interpretó por primera vez en 1943, fue instantáneamente aclamada por el público que la escuchaba. Su éxito se debió a muchos factores, en particular la serenidad de la obra en sí, en contraste con la gravedad de la guerra en curso, así como las alusiones a El progreso del peregrino.»

La respuesta de los críticos musicales fue en general muy entusiasta. Para el crítico de The Times la sinfonía "pertenece a ese pequeño conjunto de música que, dejando aparte al último Beethoven, puede describirse propiamente como trascendental... esta es una música no sólo de contemplación sino de bendición". 
William Glock, que era un defensor de la música de vanguardia, expresó una nota discordante en The Observer afirmando que era "como la obra de un poeta distinguido que no tiene nada muy nuevo que decir, pero lo dice en un lenguaje exquisitamente fluido".
Neville Cardus apuntó: "La Quinta Sinfonía contiene la música más benévola y consoladora de nuestro tiempo".
Cuando salió la primera grabación en 1944 The Observer fue más acogedor que lo había sido Glock el año anterior, diciendo que "la Quinta era para la Cuarta Sinfonía como La tempestad es para El rey Lear... belleza ideal". 
Anthony Payne escribió para el periódico The Independent en 1994:

«Esta es una música que no tiene lugar para los estallidos dramáticos de las Sinfonías n.º 4 y n.º 6, sin embargo, sus agonías yacen bajo su resplandor espiritual, a veces manchando su superficie y haciendo de su tranquila amplitud uno de los logros más valientes de Vaughan Williams.»

## Discografía selecta
La sinfonía se grabó por primera vez un año después de su estreno, bajo los auspicios del British Council. Posteriormente ha tenido numerosas grabaciones.
| Año  | Dirección               | Orquesta                               | Lugar                                             | Discográfica           |
| ---- | ----------------------- | -------------------------------------- | ------------------------------------------------- | ---------------------- |
| 1943 | Vaughan Williams        | Orquesta Filarmónica de Londres        | Royal Albert Hall                                 | SOMM Ariadne 5019-2    |
| 1944 | John Barbirolli         | Orquesta Hallé de Mánchester           | Houldsworth Hall, Mánchester                      | HMV 78s C 3388-3392    |
| 1947 | Serguéi Kusevitski      | Orquesta Sinfónica de Boston           | Sanders Theater, Universidad Harvard              | Guild GHCD 2324        |
| 1952 | Ralph Vaughan Williams  | Orquesta Filarmónica de Londres        | Royal Albert Hall                                 | SOMM CD 071            |
| 1953 | Adrian Boult            | Orquesta Filarmónica de Londres        | Kingsway Hall                                     | Decca LXT 2910         |
| 1962 | John Barbirolli         | Orquesta Philharmonia                  | Kingsway Hall                                     | HMV ASD 508            |
| 1969 | Adrian Boult            | Orquesta Filarmónica de Londres        | Wembley Town Hall                                 | HMV ASD 2538           |
| 1971 | André Previn            | Orquesta Sinfónica de Londres          | Kingsway Hall                                     | RCA SB 6856            |
| 1980 | Guennadi Rozhdéstvenski | Orquesta Sinfónica de la BBC           | Royal Festival Hall                               | Carlton 15656 91252    |
| 1982 | Alexander Gibson        | Royal Philharmonic Orchestra           | Abbey Road                                        | EMI ASD 143441 1       |
| 1986 | Vernon Handley          | Real Orquesta Filarmónica de Liverpool | Philharmonic Hall, Liverpool                      | EMI CD EMX 9512        |
| 1987 | Bryden Thomson          | Orquesta Sinfónica de Londres          | Iglesia de St Jude, Hampstead                     | Chandos CHAN 8554      |
| 1987 | Yehudi Menuhin          | Royal Philharmonic Orchestra           | Iglesia de todos los santos, Tooting              | Virgin VC 7 90733-2    |
| 1988 | André Previn            | Royal Philharmonic Orchestra           | Walthamstow Assembly Hall                         | Telarc CD 80158        |
| 1988 | Guennadi Rozhdéstvenski | Orquesta Sinfónica Estatal de la URSS  | Edif. Philharmonia, Leningrado                    | Melodiya CD 10-02170-4 |
| 1990 | Leonard Slatkin         | Orquesta Philharmonia                  | Watford Town Hall                                 | RCA RD 60556           |
| 1990 | Neville Marriner        | Academy of Saint Martin in the Fields  | Henry Wood Hall, Londres                          | Collins Classics 12022 |
| 1992 | Andrew Davis            | Orquesta Sinfónica de la BBC           | St Augustine's Church, Kilburn                    | Teldec 4509-90844-2    |
| 1994 | Bernard Haitink         | Orquesta Filarmónica de Londres        | Royal Festival Hall                               | LPO 0072               |
| 1994 | Bernard Haitink         | Orquesta Filarmónica de Londres        | Abbey Road                                        | EMI 7243 5 55487 2     |
| 1995 | André Previn            | Oquesta del Instituto de Música Curtis | Giandomenico Studios, Collingswood                | EMI 55371              |
| 1996 | Kees Bakels             | Orquesta Sinfónica de Bournemouth      | Poole Arts Centre                                 | Naxos 8 550738         |
| 1996 | Roger Norrington        | Orquesta Filarmónica de Londres        | Watford Colosseum                                 | Decca 458 357-2        |
| 1997 | Richard Hickox          | Orquesta Sinfónica de Londres          | Iglesia de todos los santos, Tooting              | Chandos CHAN 9666      |
| 2005 | Walter Hilgers          | Brandenburgischen Staatsorchester      | Konzerthalle Carl Philipp Emanuel Bach, Frankfurt | Genuin GEN 86064       |
| 2006 | Robert Spano            | Orquesta Sinfónica de Atlanta          | Woodruff Arts Center, Atlanta                     | Telarc CD 80676        |
| 2008 | Peter Oundjian          | Orquesta Sinfónica de Toronto          | Roy Thomson Hall, Toronto                         | TSO Live 0311          |
| 2011 | Martin Yates            | Orquesta Sinfónica de Bournemouth      | Lighthouse, Poole                                 | Dutton Epoch CDLX 7286 |
| 2011 | Leon Botstein           | Orquesta Sinfónica Americana           | Fisher Center, Annandale-on-Hudson                | ASO download 203       |
| 2011 | Mark Elder              | Orquesta Hallé de Mánchester           | Bridgewater Hall                                  | Hallé CD HLL 7533      |
| 2012 | Carlos Kalmar           | Orquesta Sinfónica de Oregón           | Schnitzer Hall, Portland                          | PentaTone PTC 5186 471 |
| 2012 | Douglas Boyd            | Musikkollegium Winterthur              | Stadthaus, Winterthur                             | Sony 8 87254 23112 7   |
| 2013 | Douglas Bostock         | Orquesta Filarmónica de Argovia        | Kultur & Kongresshaus, Aarau                      | Coviello COV 91515     |
| 2017 | Andrew Manze            | Real Orquesta Filarmónica de Liverpool | Philharmonic Hall, Liverpool                      | Onyx 4184              |